# Herfstkortvleugelmot
De herfstkortvleugelmot, ook wel najaarsbode, (Diurnea lipsiella, synoniem Diurnea phryganella) is een vlinder uit de familie kortvleugelmotten  (Chimabachidae). De spanwijdte van de vlinder bedraagt ongeveer 17 millimeter bij de wijfjes en 23 millimeter bij de mannetjes. De wijfjes kunnen niet vliegen.

## Waardplanten
De najaarsbode heeft allerlei loofbomen en struiken zoals braam, appel, soorten prunus, bosbes en eik als waardplanten.

## Voorkomen in Nederland en België
De najaarsbode is in Nederland en in België een vrij algemene soort, die verspreid over het hele gebied kan worden gezien. De soort kent één generatie, die vliegt van oktober tot in december.